# Tantilla trilineata
Tantilla trilineata este o specie de șerpi din genul Tantilla, familia Colubridae, descrisă de Peters 1880. Conform Catalogue of Life specia Tantilla trilineata nu are subspecii cunoscute.